# Rhinoclemmys areolata
La tartaruga di foresta corrugata (Rhinoclemmys areolata (Duméril, Bibron & Duméril, 1851)) è una specie di tartaruga della famiglia dei Geoemididi.

## Descrizione
Il carapace, lungo circa 200 mm, è a cupola, di colore marrone con suture nere e macchie gialle. Il piastrone è marrone scuro centralmente con bordature gialle. La testa e il collo sono marroni o verde chiaro, con un modello molto variabile di striature rosse e gialle. Nelle femmine la parte posteriore del carapace diventa flessibile durante il periodo riproduttivo per consentire l'uscita delle grosse uova, la cui forma ricorda quella delle uova degli uccelli. Si nutre principalmente di piante erbacee a cui associa frutti e insetti. Le femmine depongono 1-2 uova e l'incubazione dura circa 120 giorni.

## Distribuzione e habitat
Distribuita in Messico centrale e orientale, Guatemala settentrionale, Belize e porzione nord-occidentale dell'Honduras. Vive nella savana, nella boscaglia a macchia spinosa, nelle foreste a latifoglia e paludi. In Belize è particolarmente presente in zone a comunità di pino caratterizzate da un mosaico di foresta di pini e vegetazione di savana.

## Conservazione
È una specie minacciata dalla mortalità sulle strade, così come il sovra-sfruttamento a fini alimentari, per il commercio e come souvenir per i turisti.